# 圣特罗让
圣特罗让（法語：Saint-Trojan，法語發音：[sɛ̃ tʁɔʒɑ̃]）是法国吉伦特省的一个市镇，属于布莱区。

## 地理
圣特罗让（45°5'16"N, 0°34'49"W）面积3.05 平方千米，位于法国新阿基坦大区吉倫特省，该省份为法国西南部沿海省份，是法國本土面积最大的省，北起滨海夏朗德省，西临大西洋，南至朗德省，东南接洛特-加龍省，东临多爾多涅省。
与圣特罗让接壤的市镇（或旧市镇、城区）包括：贝尔松、蒙布里耶、圣西耶德卡内斯、萨莫纳克、特亚克。
圣特罗让的时区为UTC+01:00、UTC+02:00（夏令时）。

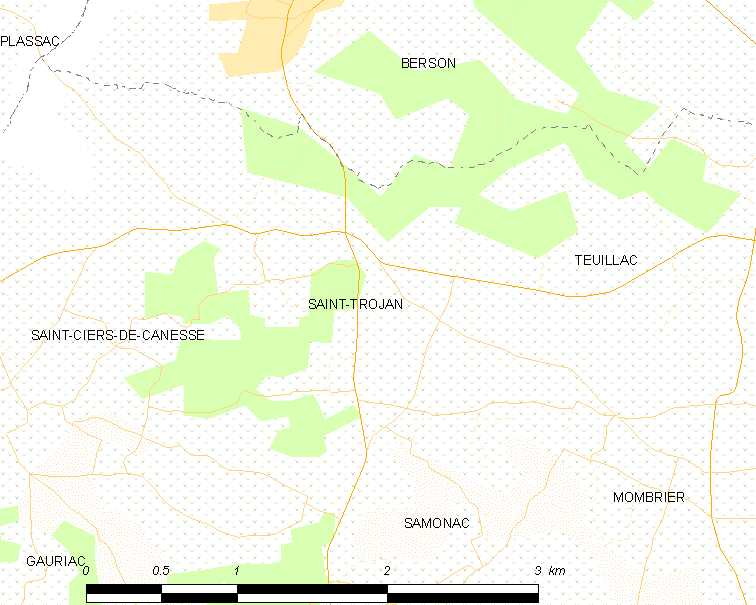
圣特罗让的OSM定位图

## 行政
圣特罗让的邮政编码为33710，INSEE市镇编码为33486。

## 政治
圣特罗让所属的省级选区为河口县。

## 人口

1962-2008年间圣特罗让人口变化图示

圣特罗让于2022年1月1日时的人口数量为368人。